# باول ساندرز
باول ساندرز (بالإنجليزية: Paul Sanders) هو سياسي أمريكي، ولد في 1927. حزبياً، نشط في الحزب الجمهوري. وقد انتخب عضو مجلس نواب واشنطن.